# Пустоше
Пустоше је насељено мјесто у општини Власеница, Република Српска, БиХ. Према попису становништва из 1991. у насељу је живјело 552 становника.

## Становништво
Према попису становништва из 1991. године, мјесто је имало 552 становника.
| Националност       | 1991. |
| Муслимани          | 491   |
| Срби               | 56    |
| Југословени        | 1     |
| остали и непознато | 4     |
| укупно             | 552   |

| Демографија | Демографија | Демографија |
| Година      | Становника  | Становника  |
| ----------- | ----------- | ----------- |
| 1961.       | 153         |             |
| 1971.       | 291         |             |
| 1981.       | 351         |             |
| 1991.       | 564         |             |